# 孔子庙堂碑

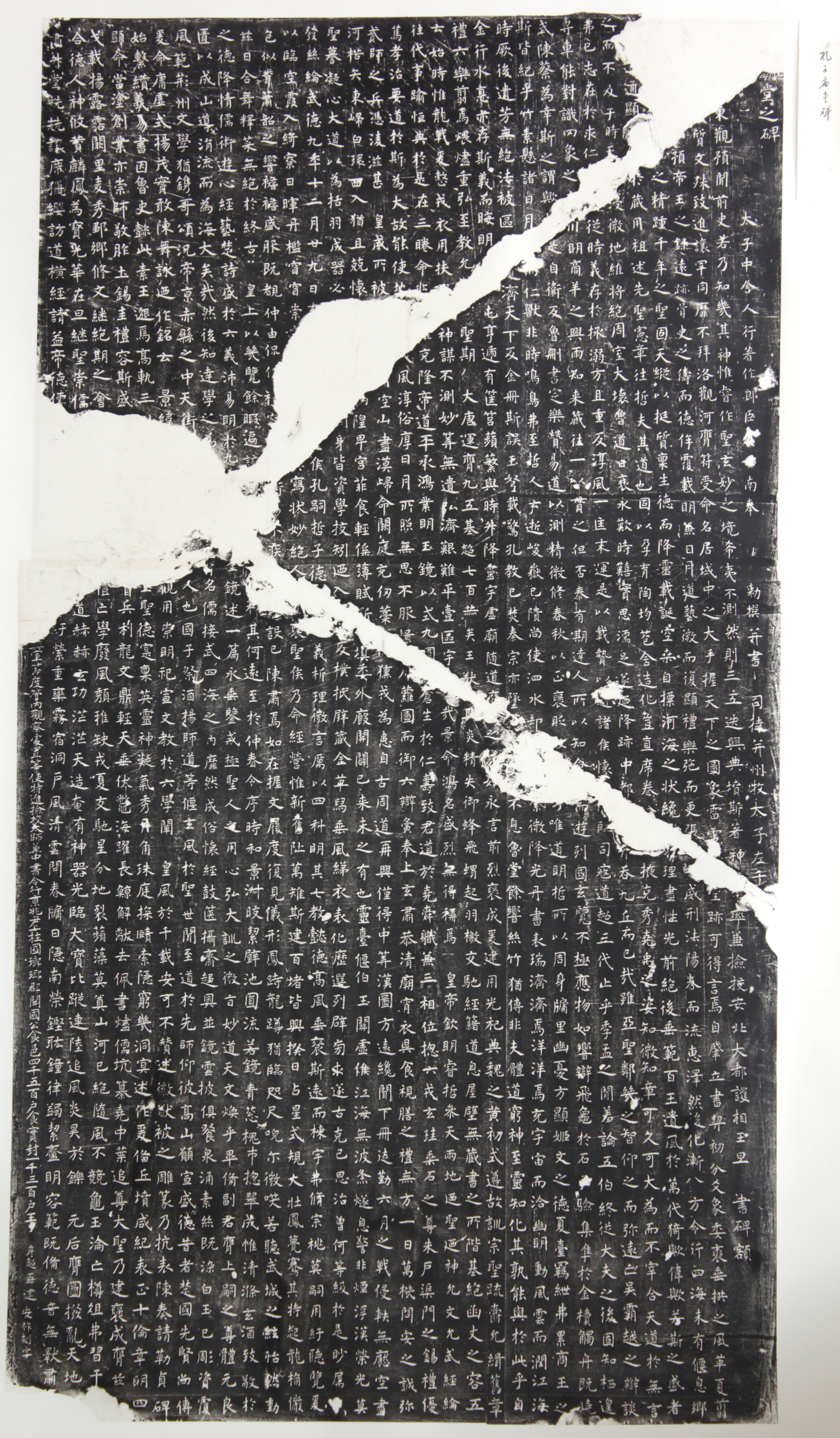
《孔子庙堂碑》拓本

《孔子庙堂碑》，为中国书法中楷书代表作。系初唐四家之一虞世南所书写。文亦由虞氏撰写。

## 简介
碑文共有楷书35行，每行64字。孔子庙堂碑立于唐朝贞观初年。碑额：“孔子庙堂之碑”六字，系篆书阴刻。碑中记载了在高祖五年，李渊封孔子的第二十三世后裔孔德伦为褒圣侯，并修缮了孔庙。
碑文为虞世南69岁时书写，此时虞世南书风已淳熟。书法笔调圆润俊朗，楷体瘦长清秀，有平和润雅之象。

## 评论
- “虞书庙堂贞观刻，千两黄金那购得。”——宋 黄庭坚